# Startup Weekend
Startup Weekend是一个基于美国华盛顿州西雅图的已注册501(c)条款#501(c)(3)非营利组织。它组织54小时周末活动，期间一组开发者，商业经理，创业爱好者，市场导师，平面艺术家为了创建新的创业公司孕育了很多的提案点子。他们各自围绕着这些点子各组成小组，努力开发使之成为周末晚上的一个模型，模板，或者演示。Startup Weekend已发展成为一个全球性组织。在2013年4月，共举办过1068个活动，涉及多于100个国家400多座城市的100,000多名企业家，共诞生了8190个创业。  The Kauffman Foundation, Google和Microsoft 都是赞助商。

## 参照
1. ↑  . 2012-10-22  [2013-07-14]. （原始内容存档于2013-07-02）.